# چشمه کمره
چشمه کمره، روستایی از توابع بخش مرکزی شهرستان دلفان در استان لرستان ایران است. به گفته کریم نوری اسم چشمه کمره (کنی کمره) از چشمه بالادست روستا گرفته شده که از زیر سنگ بزرگ می‌جوشد و کمر در زبان لکی به سنگ بزرگ گفته می‌شود.
علاوه بر کشاورزی، بسیاری از اهالی که قبلاً در این روستا ساکن بوده‌اند، با مهاجرت به شهرهای اطراف به تحصیل پرداخته و در مشاغلی مانند معلمی، نظامی، نمایشگاه خودرو و … مشغول شده‌اند.
این روستا در دهستان نورآباد قرار دارد و براساس سرشماری مرکز آمار ایران در سال ۱۳۸۵، جمعیت آن ۲۲ نفر (۷خانوار) بوده‌است. جمعیت این روستای خوش آب و هوا به صورت فصلی متغیر بوده و در فصل تابستان به حدود ۲۰۰ نفر می‌رسد.
.